# Apamea (djur)
Apamea är ett släkte av fjärilar som beskrevs av Ferdinand Ochsenheimer 1816. Apamea ingår i familjen nattflyn, Noctuidae.

## Dottertaxa tillApamea, i alfabetisk ordning[1][2]
- Apamea acera Smith, 1900
- Apamea adela Hampson, 1902
- Apamea albina Grote, 1874
- Apamea alia Guenée, 1852
- Apamea alpigena (Boisduval, 1837)
- Apamea alticola Smith, 1891
- Apamea altijuga (Kozhanchikov, 1925)
- Apamea amputatrix Fitch, 1857
- Apamea anceps ([Denis & Schiffermüller], 1775), Sandängsfly
- Apamea antennata Smith, 1891
- Apamea apamiformis Guenée, 1852
- Apamea aquila Donzel, 1837, Mörkbrunt ängsfly
  - Apamea aquila discrepans (Staudinger, 1892)
  - Apamea aquila substriata Hreblay & Ronkay, 1997
- Apamea arabs (Oberthür, 1881)
- Apamea arctica Boisduval, 1840
- Apamea atriclava Barnes & McDunnough, 1913
- Apamea atrosuffusa Barnes & McDunnough, 1913
- Apamea auranticolor Grote, 1873
- Apamea baischi Hacker, 1989
- Apamea basimacula Boisduval, 1835
- Apamea bernardino Mikkola & Mustelin, 2000
- Apamea boopis (Hampson, 1908)
- Apamea brunnescens Kononenko, 1985
- Apamea burgessi Morrison, 1874
  - Apamea burgessi leucoptera Mikkola, 2009
  - Apamea burgessi ona Smith, 1909
- Apamea caesia Hreblay, 1998
- Apamea calidipes Guenée, 1852
- Apamea carbomixta Zilli, Varga, Ronkay & Ronkay, 2009
- Apamea cariosa Guenée, 1852
- Apamea centralis Smith, 1891
- Apamea chalybaeata (Walker, 1865)
- Apamea changi Zilli, Varga, Ronkay & Ronkay, 2009
- Apamea chhiringi Hreblay, 1998
- Apamea chinensis (Leech, 1900)
- Apamea cinefacta Grote, 1881
- Apamea cogitata Smith, 1891
- Apamea commixta (Butler, 1881)
- Apamea commoda Walker, 1857
  - Apamea commoda parcata Smith, 1903
  - Apamea commoda striolata Mikkola, 2009
- Apamea concinna Leech, 1900
- Apamea contradicta Smith, 1895
- Apamea crenata (Hufnagel, 1766), Sommarängsfly
- Apamea cristata Grote, 1878
- Apamea cuculliformis Grote, 1875
- Apamea cuneata Leech, 1889
- Apamea cyanea (Hampson, 1908)
- Apamea damascena Zilli, Varga, Ronkay & Ronkay, 2009
- Apamea deflexa Walker, 1865
- Apamea desegaulxi Viette, 1982
- Apamea devastator Brace, 1819
- Apamea digitula Mustelin & Mikkola, 2006
- Apamea discors Smith, 1909
- Apamea dubitans Walker, 1856
- Apamea effusoides Dognin, 1897
- Apamea epomidion (Haworth, 1809), Leverbrunt ängsfly
- Apamea erythrographa Hreblay, Peregovits & Ronkay, 1999
- Apamea euxinia Hacker, 1985
  - Apamea euxinia filipjevi Mikkola, Varga, Zilli, Ronkay & Ronkay, 2009
- Apamea expansa Zilli, Varga, Ronkay & Ronkay, 2009
- Apamea exstincta (Staudinger, 1889)
  - Apamea exstincta mongoliensis Varga, 1982
  - Apamea exstincta nepalensis Boursin, 1964
- Apamea exulis (Lefèbvre, 1836), Högnordiskt ängsfly
- Apamea fasciata (Leech, 1900)
- Apamea fasciculata Leech, 1900
- Apamea fenyesbarna Zilli, Varga, Ronkay & Ronkay, 2009
- Apamea fergusoni Mikkola & Lafontaine, 2009
- Apamea ferrago (Eversmann, 1837)
- Apamea fervida (Hampson, 1908)
- Apamea flavistigma Moore, 1867
- Apamea furva ([Denis & Schiffermüller], 1775), Tåtelängsfly
  - Apamea furva britannica Cockayne, 1950
- Apamea ganeshi Hreblay, 1998
  - Apamea ganeshi tonkinensis Zilli, Varga, Ronkay & Ronkay, 2009
- Apamea geminimacula Dyar, 1904
- Apamea genialis Grote, 1874
- Apamea glenura (Swinhoe, 1895)
- Apamea glenurina Hreblay & Ronkay, 1999
- Apamea goateri Hacker, 2001
- Apamea goperma Hacker & Ronkay, 1999
- Apamea gratissima Hreblay & Ronkay, 1999
- Apamea griveaudi Viette, 1967
- Apamea hampsoni Sugi, 1963
- Apamea heinickei Hreblay, 1998
- Apamea helva Grote, 1875
- Apamea herczigi Zilli, Varga, Ronkay & Ronkay, 2009
- Apamea hipparion Druce, 1889
- Apamea hreblayi Zilli, Varga, Ronkay & Ronkay, 2009
- Apamea ikerfasciata Zilli, Varga, Ronkay & Ronkay, 2009
- Apamea illyria Freyer, 1846, Skogsängsfly
  - Apamea illyria contrastata Zilli, Varga, Ronkay & Ronkay, 2009
- Apamea impedita (Christoph, 1887)
- Apamea impulsa Guenée, 1852
- Apamea inchoans Walker, 1865
- Apamea indocilis Walker, 1856
- Apamea inebriata Ferguson, 1977
- Apamea inexpecta Sugi, 1963
  - Apamea inexpecta insulicola Sugi, 1963
- Apamea inficita Walker, 1857
  - Apamea inficita conradi Grote, 1879
  - Apamea inficita indela Smith, 1910
- Apamea infusa Walker, 1870
- Apamea ingloria (Bang-Haas, A., 1912)
  - Apamea ingloria ingloria (Bang-Haas, A., 1912)
  - Apamea ingloria postnikovi Volynkin, Titov & Saldaitis, 2023
- Apamea inordinata Morrison, 1875
  - Apamea inordinata olympia Crabo, 2009
  - Apamea inordinata semilunata Grote, 1881
- Apamea insana Dognin, 1914
- Apamea intermixta Leech, 1900
- Apamea jankowskii Oberthür, 1879
- Apamea kaszabi Varga, 1982
- Apamea kumari Hreblay & Ronkay, 1999
- Apamea kuusamoensis (Aro, 1900), Fjällängsfly
- Apamea lacanobina Zilli, Varga, Ronkay & Ronkay, 2009
- Apamea lacticolor Zilli, Varga, Ronkay & Ronkay, 2009
- Apamea lateritia (Hufnagel, 1766), Tegelrött ängsfly
  - Apamea lateritia cinerascens Zilli, Varga, Ronkay & Ronkay, 2009
  - Apamea lateritia expallescens (Staudinger, 1882)
  - Apamea lateritia obfuscata Hreblay & Ronkay, 1998
- Apamea leucodon (Eversmann, 1837)
- Apamea lieni Hreblay, 1998
- Apamea lignicolora Guenée, 1852
- Apamea lintneri Grote, 1873
- Apamea lithoxylaea ([Denis & Schiffermüller], 1775), Benfärgat ängsfly
- Apamea longula Grote, 1879
- Apamea lutosa Andrews, 1877
- Apamea lysis Fawcett, 1918
- Apamea macronephra Berio, 1959
- Apamea maillardi (Geyer)
- Apamea maraschi (Draudt, 1934)
- Apamea maroccana (Zerny, 1934)
- Apamea maxima Dyar, 1904
- Apamea michielii Varga, 1976
  - Apamea michielii hellenica Hacker, Hassler & Schmidt, 1988
- Apamea mikkolai Hreblay & Ronkay, 1998
- Apamea minnecii Berio, 1939
- Apamea minoica (Fibiger, Ronkay, Schmidt & Zilli, 2005)
- Apamea minor Sugi, 1963
- Apamea monoglypha (Hufnagel, 1766), Större ängsfly
  - Apamea monoglypha sardoa (Turati, 1909)
- Apamea multicolora Dyar, 1904
- Apamea nekrasovi Mikkola, Gyulai & Varga, 1995
- Apamea nigrior Smith, 1891
- Apamea nigrostria Hreblay, Peregovits & Ronkay, 1999
- Apamea niveivenosa Grote, 1879
  - Apamea niveivenosa obscuroides Poole, 1989
- Apamea obliviosa Walker, 1858
- Apamea oblonga (Haworth, 1809), Jordgrått ängsfly
- Apamea occidens Grote, 1878
- Apamea oxylus Fawcett, 1918
- Apamea pallifera Grote, 1877
- Apamea permixta Kononenko, 2006
- Apamea perpensa Grote, 1881
- Apamea perstriata (Hampson, 1908)
- Apamea platinea (Treitschke, 1825)
  - Apamea platinea armena (Eversmann, 1856)
  - Apamea platinea atlantica (Zerny, 1934)
- Apamea platoscota Gyulai & Ronkay, 2001
- Apamea plutonia Grote, 1883
- Apamea polyglypha (Staudinger, 1891)
- Apamea propinqua Zilli, Varga, Ronkay & Ronkay, 2009
- Apamea pseudaltijuga Grosser, 1985
- Apamea pseudoaltijuga (Grosser, 1985)
- Apamea purpurina (Hampson, 1902)
- Apamea quinteri Mikkola & Lafontaine, 2009
- Apamea relicina Morrison, 1875
  - Apamea relicina migrata Smith, 1903
- Apamea remissa (Hübner), Buskängsfly
- Apamea repetita Butler, 1885
- Apamea reseri Hreblay & Ronkay, 1998
- Apamea rezbanyaii Zilli, Varga, Ronkay & Ronkay, 2009
- Apamea rjaboviana Mikkola, Varga, Zilli, Ronkay & Ronkay, 2009
  - Apamea rjaboviana daghestanica Mikkola, Varga, Zilli, Ronkay & Ronkay, 2009
- Apamea robertsoni Mikkola & Mustelin, 2006
- Apamea roedereri Viette, 1967
- Apamea rubrirena (Treitschke, 1825), Rödtofsat ängsfly
- Apamea rufa (Draudt, 1950)
- Apamea ruficauda Motschulsky, 1866
- Apamea sableana Mikkola, 2009
- Apamea sanyibaglya Hreblay & Ronkay, 1998
- Apamea schawerdae (Draeseke, 1928)
- Apamea scoparia Mikkola, Mustelin & Lafontaine, 2000
  - Apamea scoparia gabrieli Mikkola & Mustelin, 2000
- Apamea shibuyoides Poole, 1989
- Apamea sicula (Turati, 1909)
- Apamea signata Walker, 1865
- Apamea sinuata Moore, 1882
- Apamea siskiyou Mikkola & Lafontaine, 2009
- Apamea smythi Franclemont, 1952
- Apamea sodalis (Butler, 1878)
- Apamea sora Smith, 1903
- Apamea sordens (Hufnagel, 1766), Sädesängsfly
  - Apamea sordens finitima Guenée, 1852
- Apamea spaldingi Smith, 1909
- Apamea stagmatipennis Dyar, 1920
- Apamea striata Haruta & Sugi, 1958
- Apamea subcostalis Walker, 1869
- Apamea sublustris (Esper), Träbrunt ängsfly
- Apamea submediana Draudt, 1950
- Apamea sugii Zilli, Varga, Ronkay & Ronkay, 2009
- Apamea supraconcinna Zilli, Varga, Ronkay & Ronkay, 2009
- Apamea syriaca (Osthelder, 1933)
  - Apamea syriaca fuscorhoda Zilli, Varga, Ronkay & Ronkay, 2009
  - Apamea syriaca tallosi Kovács & Varga, 1969
- Apamea tahoeensis Mikkola & Lafontaine, 2009
- Apamea taiwana (Wileman, 1914)
- Apamea terminalis Walker, 1865
- Apamea terranea (Butler, 1889)
- Apamea timida Staudinger
- Apamea tropica Holloway, 1989
  - Apamea tropica hollowayi Zilli, Varga, Ronkay & Ronkay, 2009
- Apamea unanimis (Hübner, 1813), Flenängsfly
- Apamea unita Smith, 1904
- Apamea verbascoides Guenée, 1852
- Apamea veterina (Lederer, 1853)
- Apamea vicaria (Püngeler, 1902)
- Apamea vulgaris Grote & Robinson, 1866
- Apamea vultuosa Grote, 1875
  - Apamea vultuosa multicolor Dyar, 1904
- Apamea walshi Lafontaine, 2009
- Apamea wikeri Quinter & Lafontaine, 2009
- Apamea xylodes Mikkola & Lafontaine, 2009
- Apamea zeta (Treitschke, 1825)
  - Apamea zeta downesi Mikkola, 2009
  - Apamea zeta murrayi Gibson, 1920
  - Apamea zeta nichollae Hampson, 1908
  - Apamea zeta pelagica Mikkola, 2009
  - Apamea zeta pernix (Geyer)

## Bildgalleri

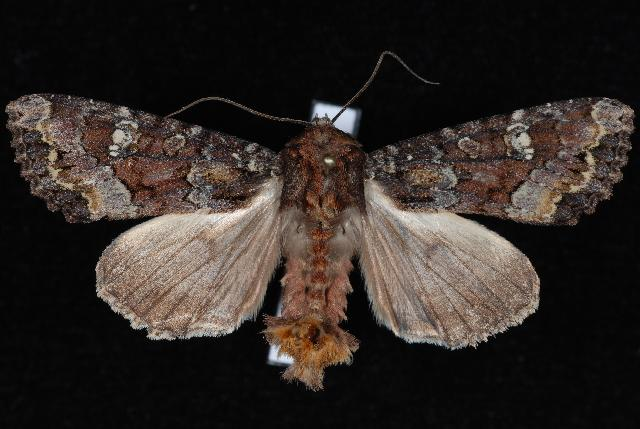
Apamea amputatrix
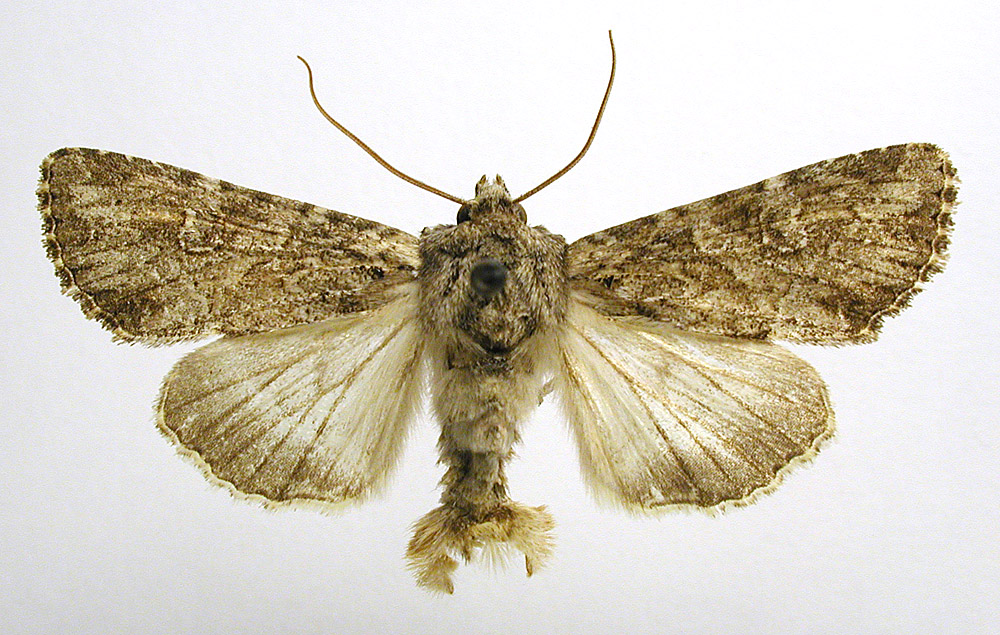
Sandängsfly, Apamea anceps
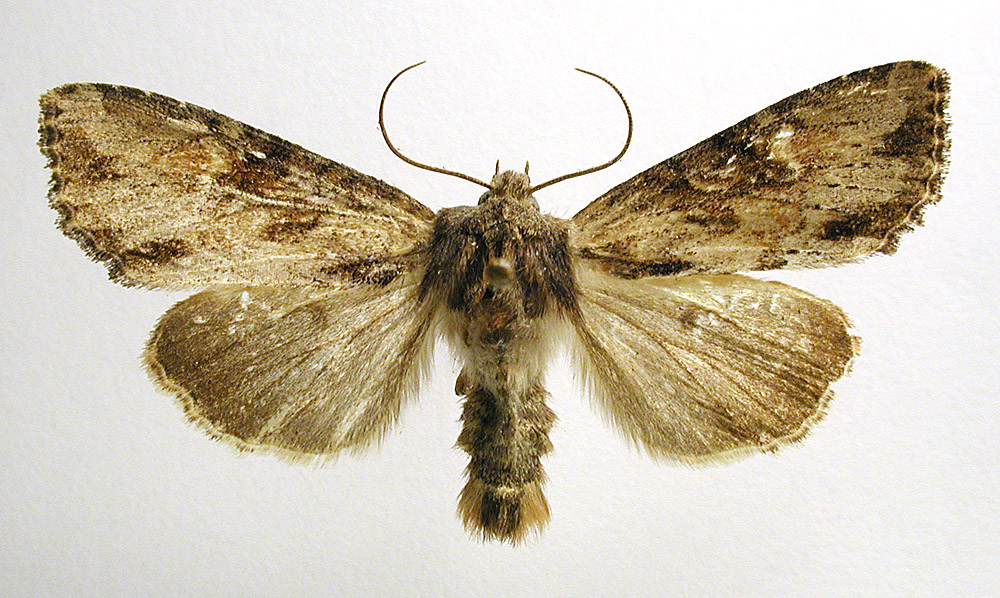
Sommarängsfly, Apamea crenata
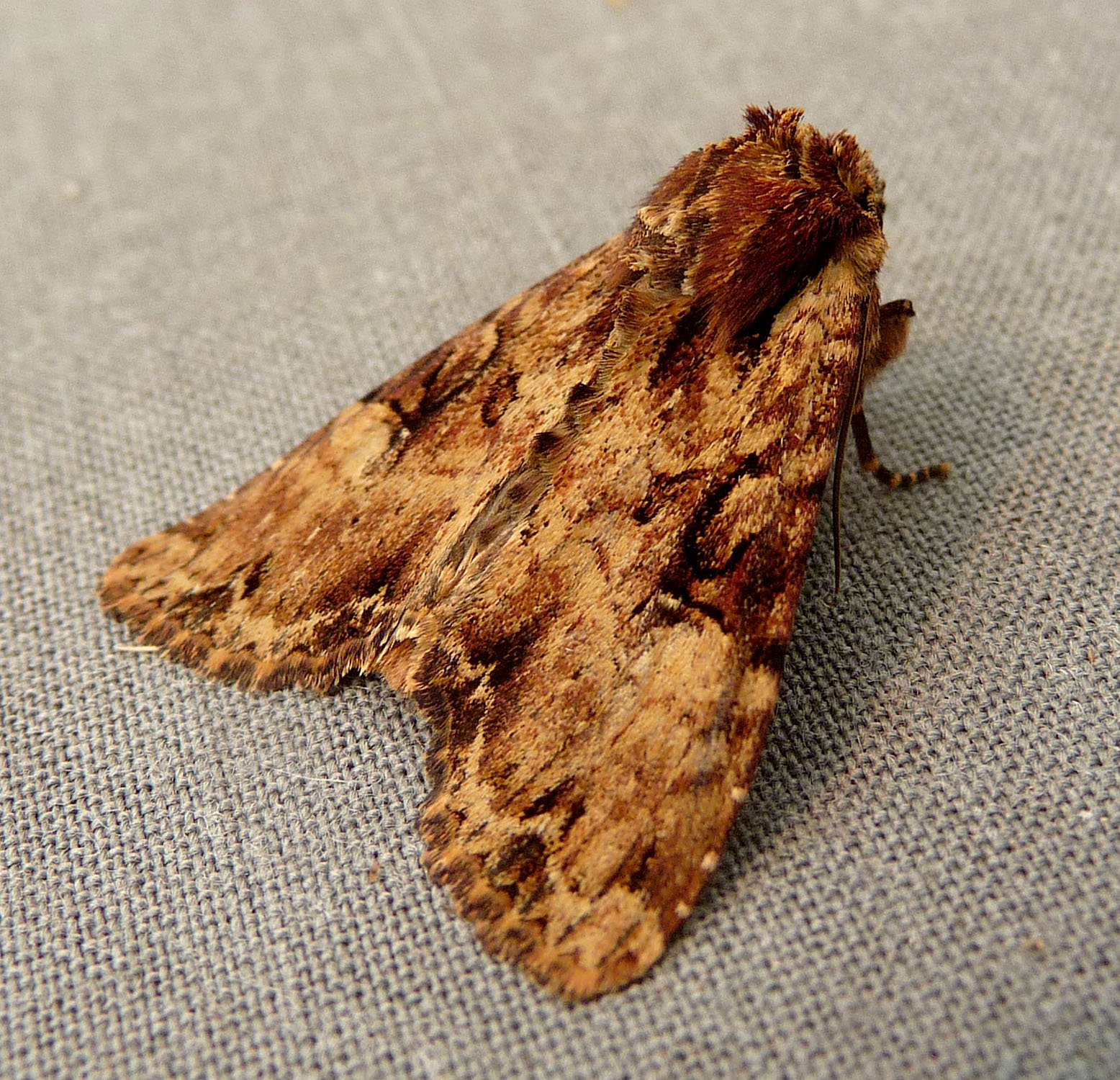
Leverbrunt ängsfly, Apamea epomidion
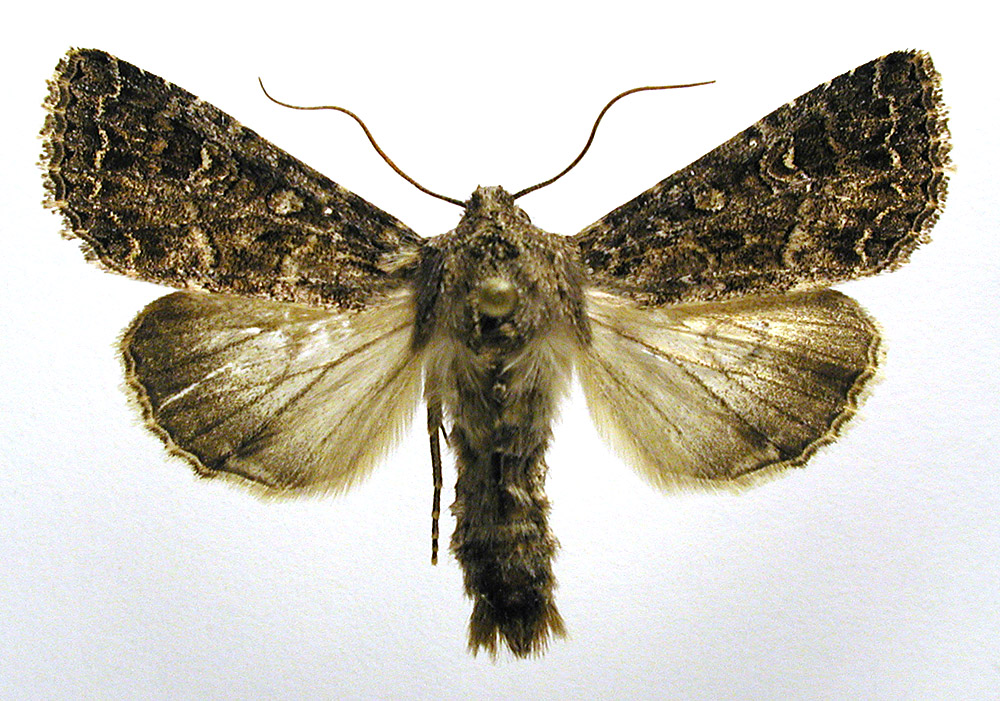
Tåtelängsfly, Apamea furva
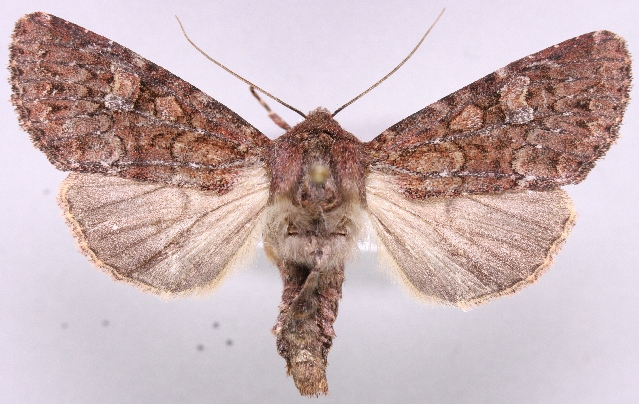
Fjällängsfly, Apamea kuusamoensis
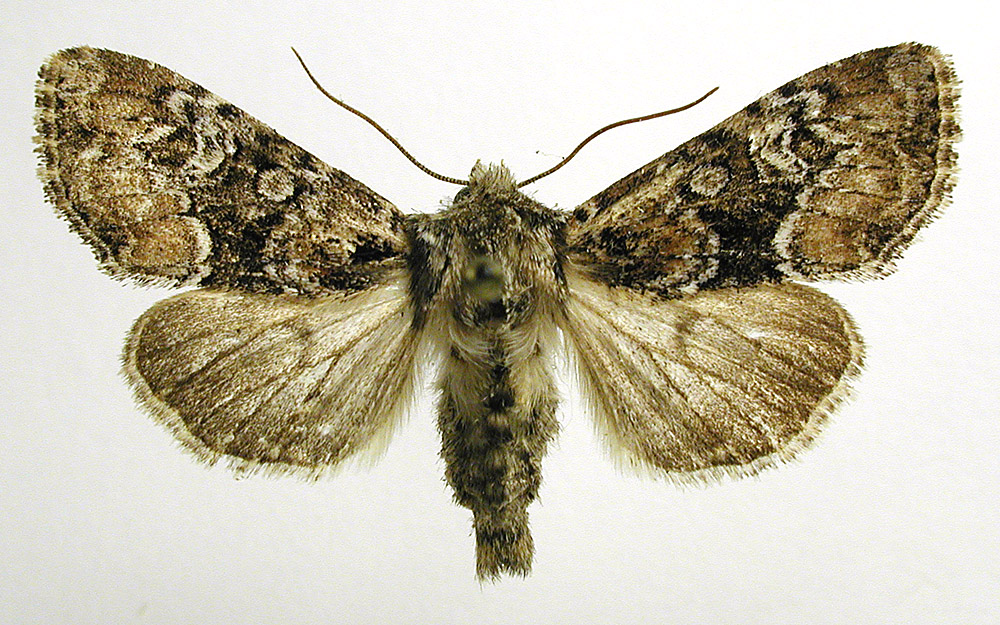
Skogsängsfly, Apamea illyria
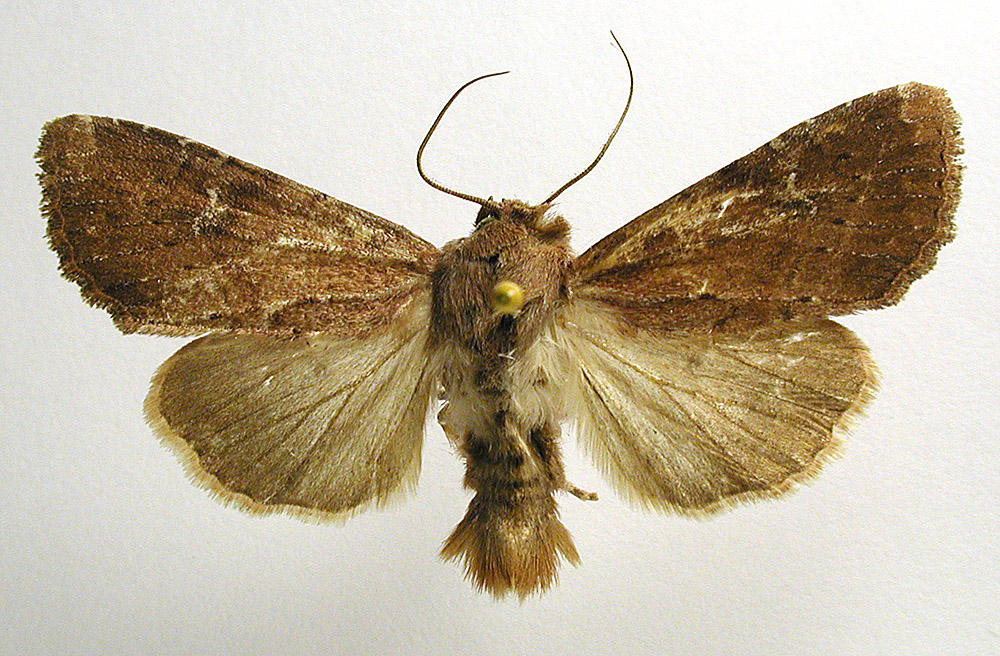
Tegelrött ängsfly, Apamea lateritia
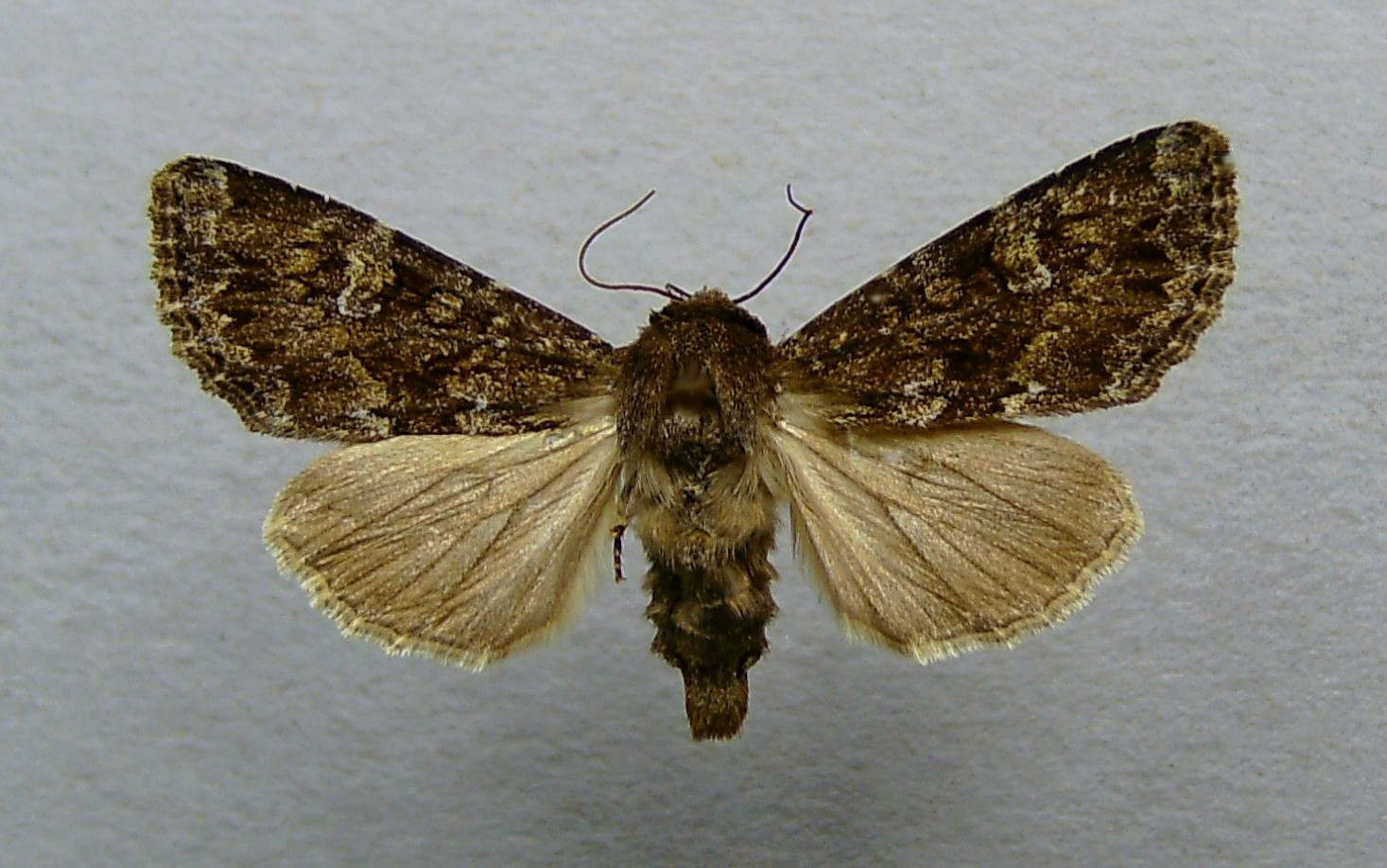
Apamea maillardi
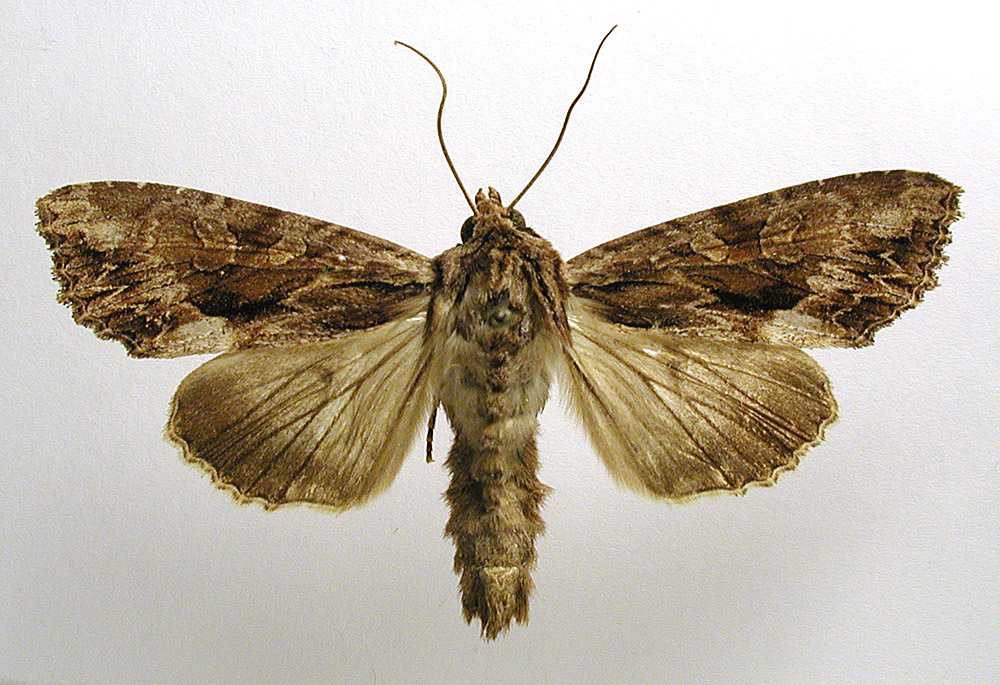
Större ängsfly, Apamea monoglypha
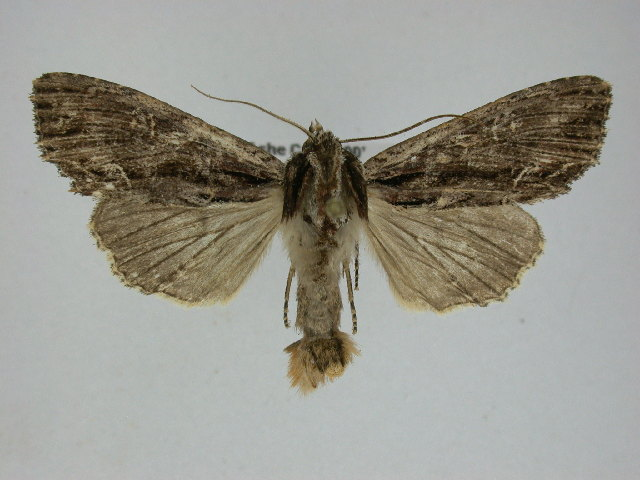
Apamea nigrior
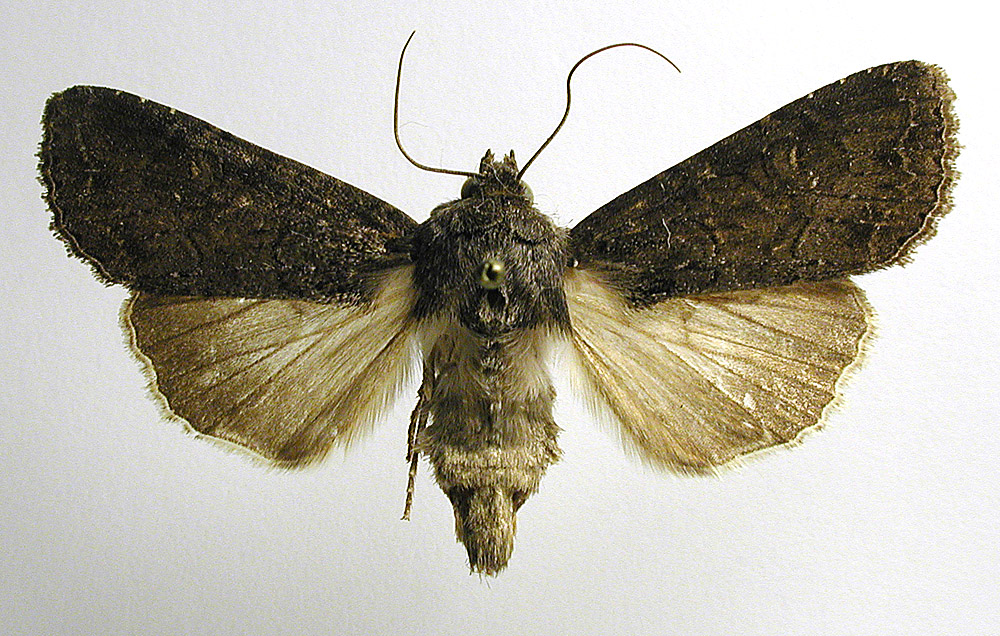
Jordgrått ängsfly, Apamea oblonga
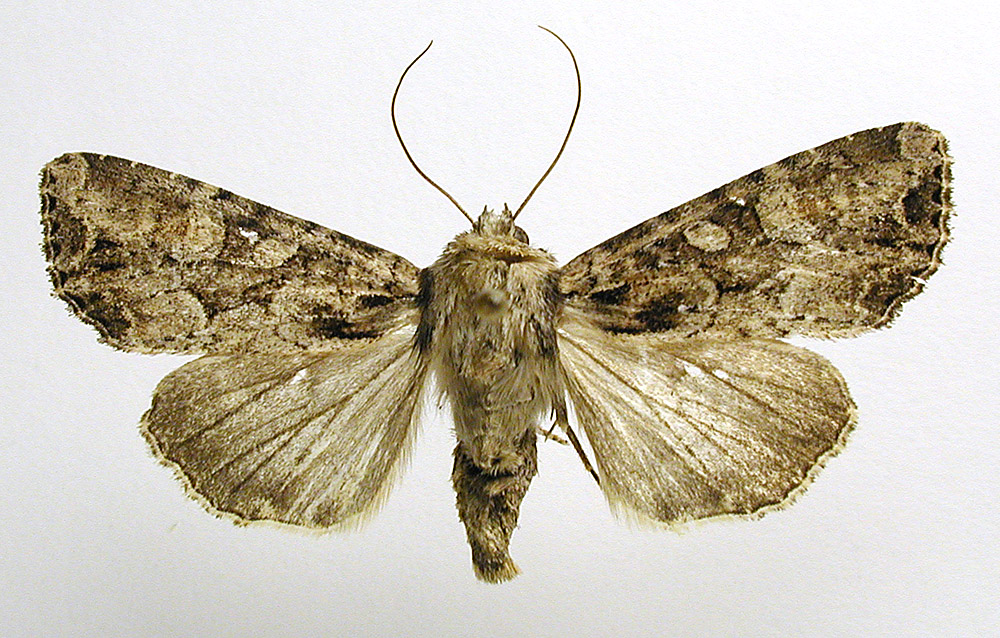
Buskängsfly, Apamea remissa
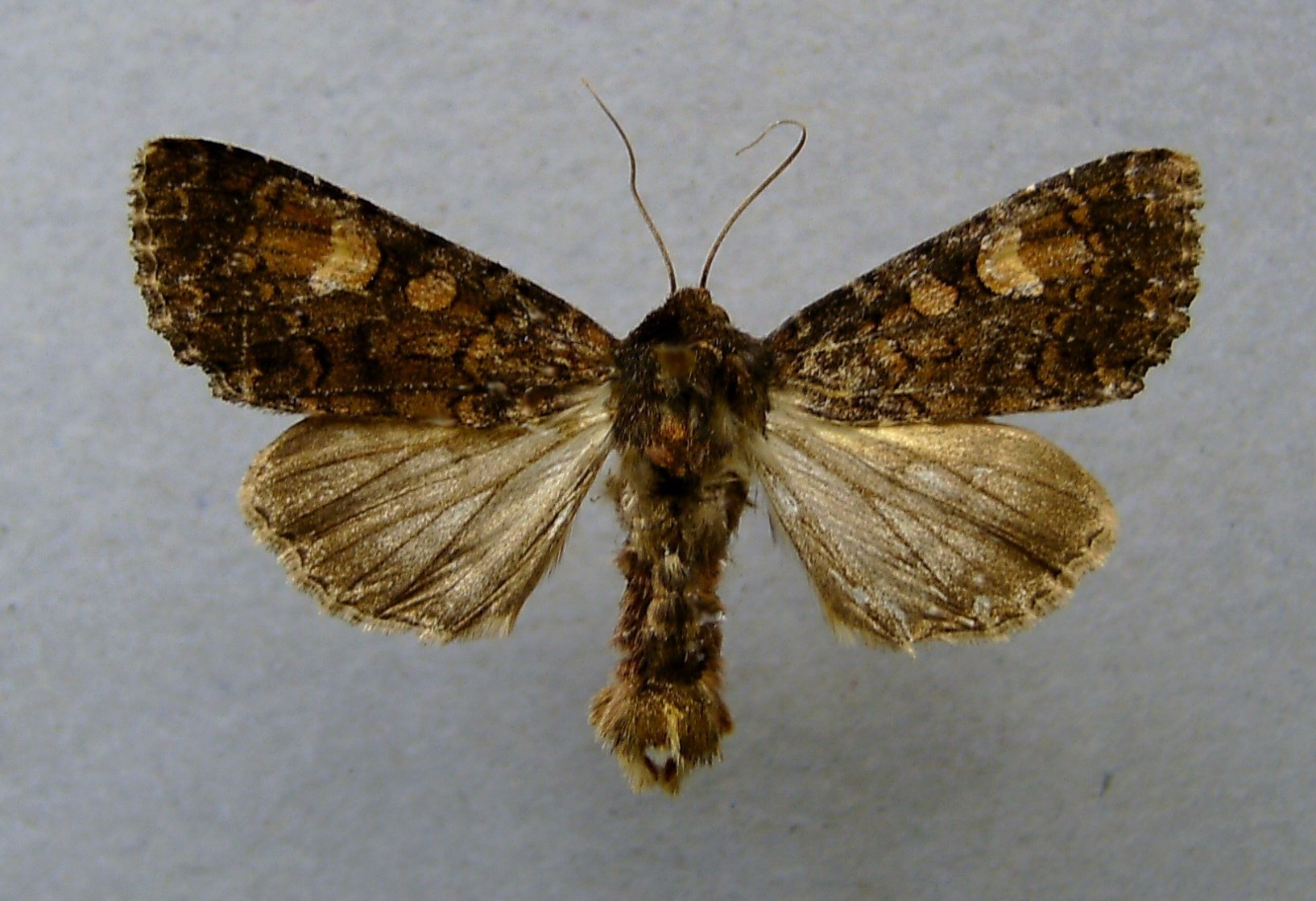
Rödtofsat ängsfly, Apamea rubrirena
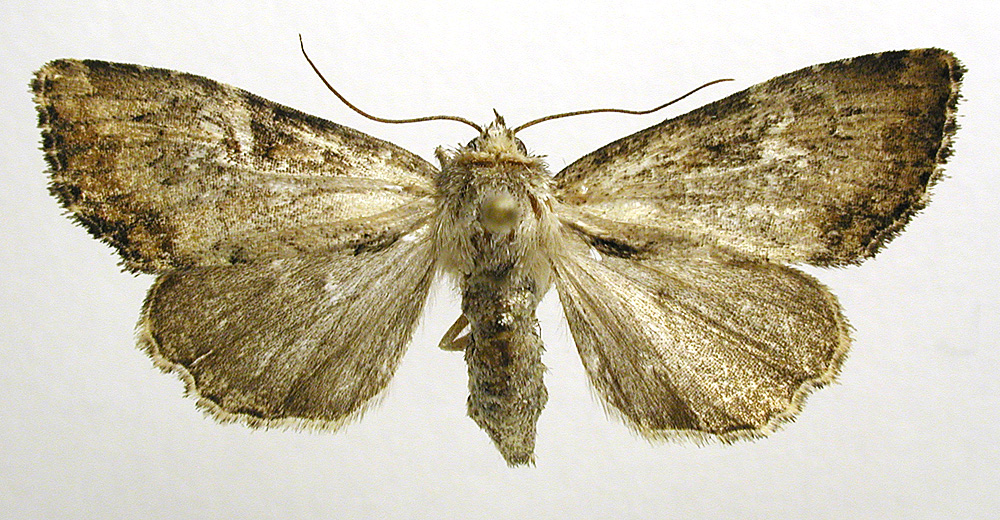
Gulhalsat ängsfly, Apamea scolopacina
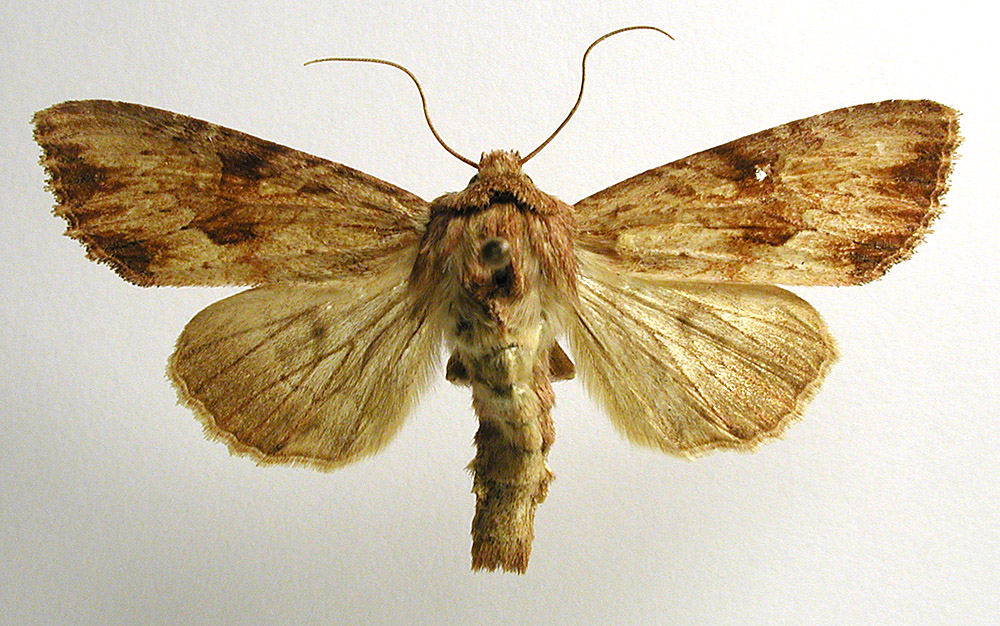
Träbrunt ängsfly, Apamea sublustris
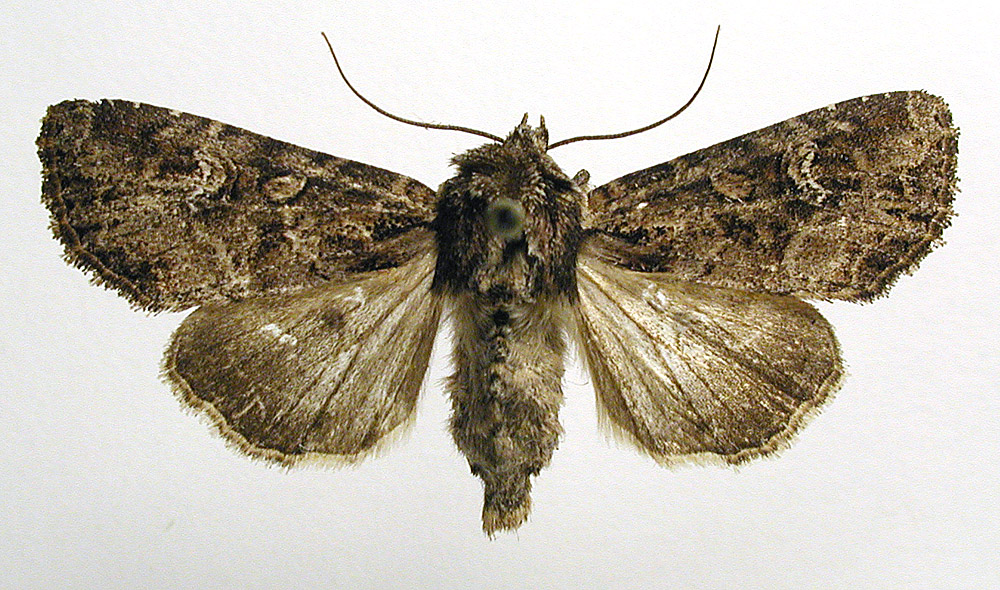
Flenängsfly, Apamea unanimis
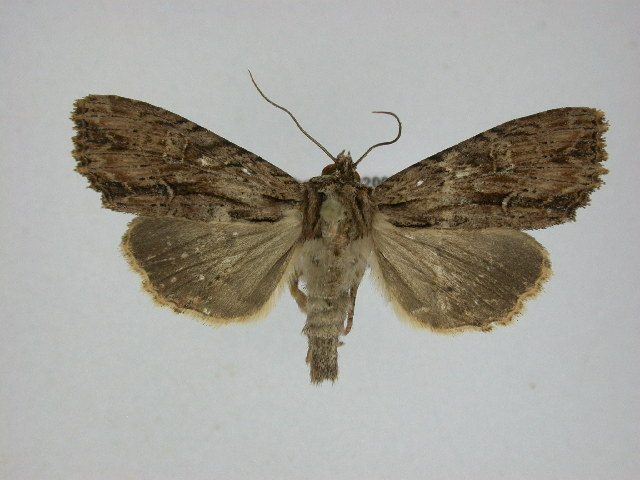
Apamea vulgaris
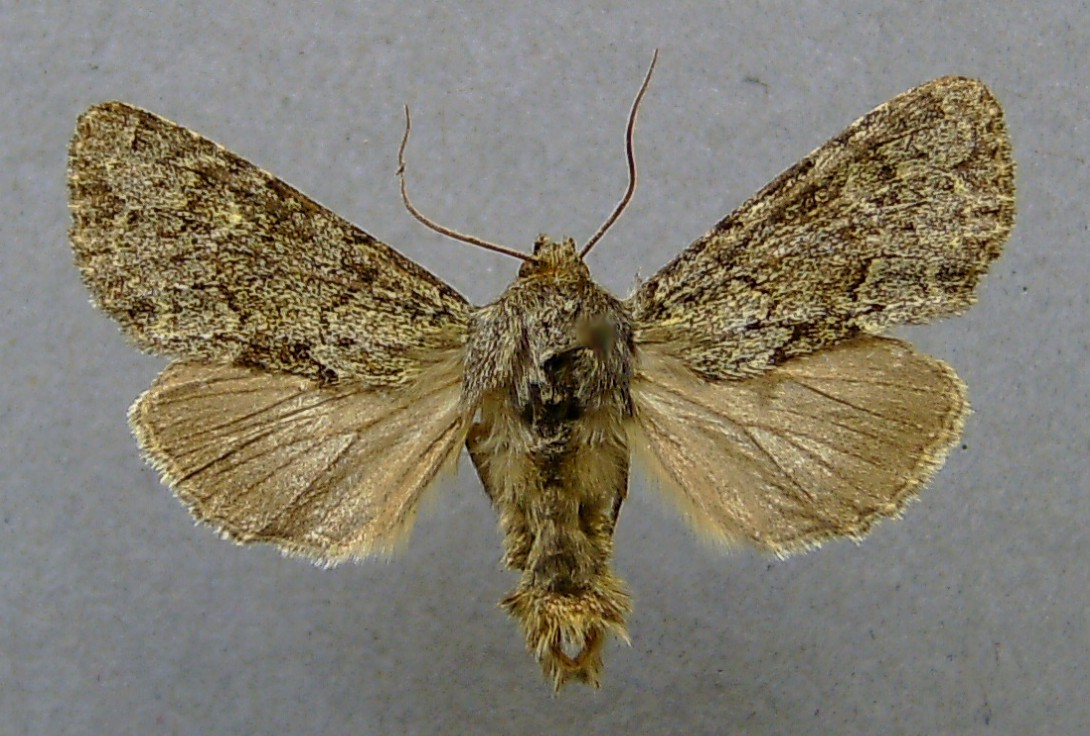
Apamea zeta